# Бабак Тамара Іванівна
Тамара Іванівна Бабак (*19 лютого 1959, Київ) — українська художниця. Член Національної спілки художників України (1999). Представниця Нової української хвилі.

## Біографія
Народилась 19 лютого 1959 року в Києві. Закінчила Київський художньо-промисловий технікум (1987). Навчалася майстерності у А. Пантюхіна.
Працює в галузі живопису та декоративно-прикладного мистецтва (текстиль, лозоплетіння).

## Основні твори
- «Ритуальні об'єкти» (1993),
- «Об'єми» (1996),
- «Постаті» (1998),
- «Храм» (1999),
- декорації до вистави «Як козаки змія приборкували» (2001).

## Виставки
- «Великий скульптурний салон 2012». «Мистецький Арсенал», Київ, Україна (2012)[1]
- «Сили деревні». Музей декоративно-прикладного мистецтва, Київ, Україна (2012)
- «Каберне». Я-галерея, Київ, Україна. (2012)[2]
- «Великий скульптурний салон 2010». «Український дім», Київ, Україна (2010).
- Виставка-ярмарок «ART — KYIV CONTEMPORARY 2009». «Український дім», Київ, Україна (2009)
- DE PROFUNDIS (з глибин), «Мистецький Арсенал», Київ, Україна (2009)
- Фестиваль сучасного мистецтва «ГОГОЛЬ-FEST». «Мистецький Арсенал», Київ, Україна (2009)
- Пленер «Гурзуфські сезони» (каталог). Гурзуф, Україна. (2008)
- Декорації до вистави «Емілі». Молодий театр, Київ, Україна.(2008)
- Декорації до вистави «Ніч перед Різдвом». Київський муніципальний академічний театр опери та балету для дітей та юнацтва, Київ, Україна (2008)
- Міжнародна виставка «Салон ЦДХ — 2007». Виставковий зал ЦДХ, Москва, Росія (2007)
- «Оголена» (разом з Олександром Бабаком), «Я Галерея», Київ, Україна (2007)
- II Всеукраїнська трієнале художнього текстилю. Центральний будинок художників НСХУ. (2007)
- 25 Міжнародний Пленер Калішській «Opatowek 06». Виставка, Каліш. Польща (2006)
- Виставка сучасного мистецтва «Тернопіль» 06. Тернопіль. Україна (2006)
- Мальовнича виставка секції живопису КОНСХУ. Київ, Україна, НСХУ (2006)
- II Міжнародний живописний пленер. Виставка. Новий Томишль, Польща. (2005)
- Художній проект «Десятка». Виставковий зал Національного заповідника «Софія Київська», Київ, Україна. (2005)
- «І Всеукраїнське Трієнале художнього текстилю». НСХУ. Київ. Україна (2004)
- Виставка «Декоративне мистецтво України кінця ХХ в.» Париж. Франція. (2004)
- Виставка «Знаки і символи». Галерея «Триптих», персональна виставка. Київ. Україна (2004)
- Художнє вирішення проекту "Козак Мамай. Українська народна картина ". (Разом з Олександром Бабаком). Національний художній музей України. Київ. Україна. (2004)
- ІУ міжнародний фестиваль мистецтв. Магдебург. Німеччина. (2004)
- Виставка «Перша колекція». НСХУ. Київ. Україна. (2003)
- «200 імен». Виставка декоративного мистецтва. «Український Дім». Київ. Україна (2003)
- «Острова». Персональна виставка. Галерея «Совіарт». Київ. Україна. (2003)
- Дні української культури в Латвії. Персональна виставка. Рига. Латвія (2002)
- Персональна виставка. Галерея «Триптих». Київ. Україна (2001)
- V Міжнародний Арт-фестиваль. Київ. Україна. «Український Дім» (2000)
- Міжнародний фестиваль «Схід-Захід». М. Ді. Франція (1999)
- Виставка «Дух ікони». Київ. Україна. ЦСМ «Совіарт» (1999)
- Виставка «Жінка у джерела». Київ. Україна. Національний художній музей (1999)
- Виставка «Храм». Київ. Україна. ЦСМ «Совіарт» (1998)
- Виставка «Книга поглядів». Київ. Україна. Галерея «Лавра» (1998)
- Художній проект «Парусна» (разом з Олександром Бабаком). Київ. Україна. (1998)
- Проект «Автентична туга». Київ. Україна. Музей Т. Г. Шевченка. (1997)
- Художній проект «Ре-конструкції». (з Олександром Бабаком). Київ. Україна. КОНСХУ (1997)
- II Міжнародний Арт-фестиваль, номінація «Золотий перетин». Київ. Україна. Центр «Український Дім».(1997)
- Фестиваль «Бере зілля-1997». Київ. Україна. Українська Державна консерваторія (1997)
- Персональна виставка. Київ. Україна. Галерея «Триптих» (1996)
- Персональна виставка «Колонізація об'єкта». Київ. Україна. ЦСМ (Сороса) (1996)
- Бієнале «ПАН України». Дніпропетровськ. Україна. (1995)
- Фестиваль «Бере зілля-95». Київ. Україна. (1995)
- Виставка «Родовід». Київ. Україна. Центр «Український Дім» (1993)